# Kai Reus
Kai Reus (født 11. marts 1985) er en tidligere hollandsk professionel cykelrytter som bl.a. har cyklet for det hollandske cykelhold Rabobank.
Under en solo-træningstur på Col d'Iseran den 12. juli 2007 styrtede Kai Reus og blev senere fundet bevidstløs i en vejkant. Kai Reus lå i koma indtil den 23. juli 2007.

## Topplaceringer
2003
 VM U19 i landevejscykling
 U19 i enkeltstart
2004
1., Samlet, Triptyque des Barrages
2005
1., Samlet, Tour de Normandie
Vandt etape 4
1., Samlet, Thüringen-Rundfahrt
Vandt etape 2
1, GP Pino Cerami
1., etape 3 & 5b, Circuito Montañes
2006
 Holland U23 i landevejscycling
 Holland U23 i enkeltstart
1., Samlet, Tour de Normandie
Vandt prologen & etape 5
1., Ronde van Noord-Holland
1., Liège-Bastogne-Liège – U23 version
2009
Vandt 2. etape af Tour of Britain
2011
Vandt 1. etape af Mi-Août en Bretagne
2012
Vandt 7. etape af Volta a Portugal